# NGC 7710
NGC 7710 (również PGC 71844) – galaktyka soczewkowata (S0), znajdująca się w gwiazdozbiorze Ryb. Odkrył ją Heinrich Louis d’Arrest 24 września 1862 roku.